# Alexandre Geniez
Alexandre Geniez (Rodez, 16 de abril de 1988) es un ciclista francés que fue profesional entre 2010 y 2022.

## Biografía
Debutó como profesional en el Skil-Shimano y en 2013 pasó a la FDJ, equipo con el que en la Vuelta a España consigue su mejor victoria como profesional al meterse en la fuga buena del día y llegar en solitario a la estación de esquí de Peyragudes, en el día en que era la etapa reina de la ronda española. Además dicho día, la etapa acababa en suelo francés.
Los dos siguientes años corrió el Giro de Italia con magníficos resultados: en 2014 fue 13.º en la general y en 2015 9.º.
En 2016 volvió a disputar el Giro de Italia, pero sin embargo esta vez no tuvo tanta suerte, y sufrió una dura caída, que le provocó la retirada y quedarse en el dique seco durante dos meses. Reapareció en la Vuelta a España, cosechando de nuevo una victoria en la ronda española, tras ganar la tercera etapa, con final en el Mirador de Ézaro.
Tras la disputa de la Vuelta, se anunció su fichaje por el Ag2r La Mondiale para la temporada 2017.
En noviembre de 2021 anunció que el año 2022 sería el último de su carrera. Se retiró a mitad del mismo después de ser rescindido su contrato con el Team TotalEnergies tras ser condenado por un acto de violencia de género.

## Palmarés
2009
- Ronde d'Isard
- 1 etapa del Giro del Valle de Aosta

2011
- 1 etapa de la Vuelta a Austria

2013
- 1 etapa de la Vuelta a España

2015
- Tro Bro Leon
- Tour de l'Ain, más 1 etapa

2016
- 1 etapa del Tour de l'Ain
- 1 etapa de la Vuelta a España

2017
- 1 etapa del Tour La Provence
- 1 etapa del Tour de l'Ain
- Tres Valles Varesinos

2018
- Gran Premio Ciclista la Marsellesa
- Tour La Provence, más 1 etapa
- 1 etapa de la Vuelta a España

2019
- 1 etapa del Tour de l'Ain

2022
- 2 etapas del Tour de Ruanda

## Resultados en Grandes Vueltas y Campeonatos del Mundo
| Carrera         | Carrera         | 2010 | 2011  | 2012 | 2013 | 2014 | 2015  | 2016  | 2017 | 2018 | 2019 | 2020 | 2021 | 2022 |
| --------------- | --------------- | ---- | ----- | ---- | ---- | ---- | ----- | ----- | ---- | ---- | ---- | ---- | ---- | ---- |
|                 | Giro de Italia  | —    | —     | —    | —    | 13.º | 9.º   | Ab.   | Ab.  | 11.º | —    | —    | ―    | —    |
|                 | Tour de Francia | —    | —     | —    | 44.º | —    | 112.º | —     | —    | —    | —    | —    | ―    | —    |
|                 | Vuelta a España | —    | 159.º | 90.º | 47.º | —    | —     | 108.º | Ab.  | 90.º | —    | Ab.  | ―    | —    |
| Mundial en Ruta | Mundial en Ruta | —    | —     | —    | —    | —    | —     | —     | —    | Ab.  | —    | —    | ―    | —    |

—: no participa

Ab.: abandono

## Equipos
- Skil-Shimano/Project 1t4i/Team Argos-Shimano (2010-2012)
  - Skil-Shimano (2010-2011)
  - Project 1t4i (2012)[5]
  - Argos-Shimano (2012)[6]
- FDJ (2013-2016)
- AG2R La Mondiale (2017-2020)
- Total (2021-2022)
  - Team Total Direct Énergie (2021)[7]
  - Team TotalEnergies (2021-[8] 2022)[7]